# Apologia di un matematico
Apologia di un matematico (A Mathematician's Apology) è un saggio scritto dal matematico britannico Godfrey Harold Hardy nel 1940. Si tratta, come suggerisce il titolo, di un'appassionata difesa della matematica, materia alla quale l'autore ha dedicato la vita. Temi ricorrenti sono l'estetica della matematica, il rapporto tra teoria e applicazione pratica, la sua utilità e la discussione sulla realtà dei suoi oggetti.
Scritta all'età di 62 anni, è composta di 29 paragrafi, l'ultimo dei quali è l'unico direttamente autobiografico.
Non è un'opera specialistica, né è un'opera divulgativa, nonostante la presenza di due dimostrazioni (sull'infinità dei numeri primi e sull'irrazionalità della radice quadrata di 2), le quali servono all'autore come esempi di bellezza matematica. L'impostazione dello scritto non è analitico-espositiva, bensì discorsiva. Lo stile è conciso e perlopiù asciutto: rari gli artifici retorici cui ricorre l'autore, così come i periodi che necessitano più d'una lettura. Benché il libro sia, nell'insieme, semplice ed accessibile a tutti, i temi affrontati non sono banali.

## Motivazioni
Lo scopo principale del libro è una difesa del valore e dell'importanza della vita di Hardy; lui stesso indica due precisi motivi che lo hanno spinto alla scrittura dell'opera.
In primo luogo Hardy sentiva, a causa dell'età, di non poter più contribuire efficacemente alla ricerca matematica. «Nessun matematico può dimenticarsi che la matematica, più di qualsiasi altra arte o di qualsiasi altra scienza, è un'attività per giovani», scrive; contribuisce quindi con quest'opera nell'unico modo che ancora gli è possibile, esprimendo le sue ragioni per fare ricerca matematica.
In secondo luogo, Hardy, convinto pacifista, voleva precisare (nel periodo in cui scrive è cominciata la seconda guerra mondiale) l'assoluta estraneità della matematica a qualsiasi proposito bellico; «Nessuno ha ancora scoperto un uso bellico della teoria dei numeri o della relatività», scrive, sebbene queste sue affermazioni saranno smentite dallo sviluppo della bomba atomica e, più tardi, della crittografia a chiave pubblica che si basa sulla teoria dei numeri primi.

## Temi

### L'utilità della matematica
Uno dei temi principali, che ricorre in molte parti dell'opera, è l'effettiva utilità della matematica. Hardy distingue tra due "livelli" della matematica, uno banale e uno vero: il primo è formato dalla matematica scolastica e dalla matematica universitaria che può considerarsi come prolungamento di questa, e secondo Hardy è formata dall'algebra elementare, dalla geometria euclidea e dalle basi del calcolo differenziale e integrale. Queste parti vengono considerate come le uniche che hanno una vera e propria utilità pratica, ma anche come quelle meno interessanti e "belle". Hardy l'avvicina ai problemi degli scacchi, che considera puri esercizi di "calcolo".
Al contrario, la matematica vera è formata da quelle discipline che non vengono studiate per le loro applicazioni ma per il loro interesse intrinseco, come la teoria dei numeri, disciplina prediletta di Hardy; in questo insieme Hardy include però altri campi, come la meccanica quantistica o la teoria della relatività, che pur non essendo parti della matematica pura sono, a suo parere, altrettanto astratte e, in un senso da lui precisato, "inutili". Hardy considera questa "inutilità" non come una connotazione negativa, ma anzi come un valore: addirittura arriva a proclamare «Non ho mai fatto nulla di "utile"».

### Matematica pura e applicata
Un'altra differenza che esiste nella matematica riguarda la differenza tra la matematica pura e quella applicata: questa classificazione è per Hardy complementare alla precedente, perché esistono parti banali come parti vere della matematica in tutti e due i campi.
Secondo Hardy la matematica pura risulta superiore a quella applicata a causa della sua intrinseca libertà; i matematici puri esplorano dei mondi immaginari, mentre quelli applicati devono rinunciare a molte soluzioni interessanti soltanto perché non si adattano alla realtà fisica; sono in questo senso "schiavi" della realtà.

### La bellezza matematica
Secondo Hardy la maggiore attrattiva della matematica sta nella sua bellezza, paragonabile alle forme create da un pittore o da un poeta. Sebbene si dichiari incapace di definire tale bellezza, Hardy riesce comunque ad enumerare alcune caratteristiche che rendono un teorema "bello" (insieme alla sua dimostrazione): queste sono la sua imprevedibilità, l'inevitabilità e l'economia.
Con questi aggettivi intende che una dimostrazione dovrebbe essere formata da una sola "linea di attacco", usando metodi il più possibile elementari e senza perdersi nell'enumerazione di casi particolari, differenziandosi così dai problemi di scacchi, nei quali in quel tempo la presenza di più varianti simili era considerata un merito.

### L'eternità della matematica
Un'altra attrattiva è per Hardy la perennità della matematica; «Archimede sarà ricordato quando Eschilo sarà dimenticato, perché le lingue muoiono ma le idee matematiche no». Secondo l'autore, i matematici sono gli uomini che più possono avvicinarsi all'idea "ingenua" di immortalità; inoltre, a parte alcune eccezioni, generalmente i matematici famosi sono coloro che più hanno contribuito.

### La realtà matematica
Per Hardy i matematici non sono dei "creatori", ma dei semplici osservatori di una realtà esterna e intangibile, della quale le nostre dimostrazioni sono dei taccuini su cui i matematici segnano le loro osservazioni e i loro viaggi. Hardy prosegue arrivando ad una sorta di paradosso, per cui la matematica è più aderente alla realtà della fisica, in quanto la prima si occupa di descrivere con precisione una realtà ideale, mentre la seconda descrive approssimativamente la realtà fisica.
(Apologia di un matematico, traduzione di Luisa Saraval, p. 105)

## Edizioni
- (EN) A Mathematician's Apology, Cambridge, at the University Press, 1940.
- Apologia di un matematico, traduzione di Marcella Bonsanti e Anna La Ragione, prefazione di C. P. Snow, Bari, De Donato ed., 1969.
- Apologia di un matematico, traduzione di Luisa Saraval, presentazione di Edoardo Vesentini, prefazione di Charles P. Snow, Milano, Garzanti, 1989, ISBN 88-11-65225-1.
- Apologia di un matematico, traduzione di Carolina Sargian, prefazione di Marco Malvaldi, Torino, Lindau, 2020, ISBN 978-88-335-3333-9.